# Pitcairnkarekiet
De pitcairnkarekiet (Acrocephalus vaughani) is een zangvogel uit de familie Acrocephalidae (rietzangers). De vogel werd in 1900 geldig beschreven door Richard Bowdler Sharpe. Het is een bedreigde, endemische vogelsoort op de Pitcairneilanden.

## Kenmerken
De vogel is 17 cm lang. Het is een grote karekiet met een relatief korte snavel. Volwassen vogels zijn olijfbruin van boven en geelachtig wit van onder, met een donkere oogstreep en een bleke wenkbrauwstreep. Opvallend aan deze soort zijn de witte veren van de vleugels die vaak op verschillende manieren en asymmetrisch over het verenkleed verdeeld zijn. Onvolwassen vogels hebben geen witte veren en zijn veel egaler gekleurd.

## Verspreiding en leefgebied
Deze soort is endemisch op de het vulkanische eiland Pitcairn. De vogel broedt in stukjes hoog bos, maar wordt ook wel gezien in struikgewas rondom huizen.

## Status
De pitcairnkarekiet heeft een zeer beperkt verspreidingsgebied en daardoor is de kans op uitsterven aanwezig. De grootte van de populatie werd in 1998-1999 geschat op twee- tot drieduizend individuen. Daarna volgde een enorme stijging in aantal, dankzij succesvolle bestrijding van verwilderde katten en exotische ratten (Rattus exulans).
In 2005 bleek dat het succes van deze actie tijdelijk was, de katten en ratten namen weer toe en het aantal broedparen nam weer af. In  2014 werd door BirdLife International  het aantal vogels geschat op 350 tot 1500 individuen. Het leefgebied van de soort wordt verder ook aangetast door exotische planten en bovendien  zijn er plannen voor ontwikkeling van onder andere een haven, waarbij biotoop verloren zal gaan. Bij de bevolking bestaat ook weinig animo om opnieuw te proberen de verwilderde katten en ratten te bestrijden. Om deze redenen staat deze soort als bedreigd op de Rode Lijst van de IUCN.